# Teoría de Hodge
En matemáticas, la teoría de Hodge es una herramienta útil en el estudio de las formas diferenciales en una variedad diferenciable M. Con mayor precisión, se utiliza para el estudio del grupo de cohomología de M, con coeficientes reales, mediante el uso del  operador laplaciano asociado a una  métrica de Riemann definida en M. 
La teoría fue desarrollada por W. V. D. Hodge en los años 1930 como una extensión de la  cohomología de De Rham, aplicándose principalmente para:
- el estudio de una variedad de Riemann
- el estudio de una variedad de Kähler
- en geometría algebraica, el estudio de una variedad proyectiva compleja o incluso, de forma más general, en un motivo.

En el desarrollo original, M se suponía una  variedad cerrada (es decir, compacta y sin frontera). En los tres puntos de aplicación mencionados, la teoría fue de gran influencia en trabajos posteriores, siendo continuada, entre otros, por Kunihiko Kodaira (en Japón y después en Princeton, bajo la influencia parcial de Hermann Weyl).

## Aplicaciones y ejemplos

### Cohomología de De Rham
La formulación original de W. V. D. Hodge, se aplica al Complejo de De Rham.  Si M es una variedad compacta y orientable dotada de una métrica diferenciable g, y Ωk(M) es el espacio de las formas diferenciables de grado k en M, entonces el complejo de De Rham es la secuencia de operadores diferenciales
{\displaystyle 0\rightarrow \Omega ^{0}(M){\xrightarrow {d_{0}}}\Omega ^{1}(M){\xrightarrow {d_{1}}}\cdots {\xrightarrow {d_{n-1}}}\Omega ^{n}(M){\xrightarrow {d_{n}}}0}
donde dk indica la  derivada exterior sobre Ωk(M). La cohomología de De Rham es entonces la secuencia de espacios vectoriales definida por
{\displaystyle H^{k}(M)={\frac {\ker d_{k}}{\mathrm {im} \,d_{k-1}}}.}
Se puede definir entonces el adjunto formal de la derivada exterior d, que se denota por  δ, de la siguiente manera.  Para todo α ∈ Ωk(M) y β ∈ Ωk+1(M), se debe cumplir que
{\displaystyle \int _{M}\langle d\alpha ,\beta \rangle _{k+1}\,dV=\int _{M}\langle \alpha ,\delta \beta \rangle _{k}\,dV}
donde {\displaystyle \langle \ ,\ \rangle _{k}} es la métrica inducida sobre Ωk(M).  El operador Laplaciano para formas se define entonces mediante Δ = dδ + δd.  Esto permite definir el concepto de forma armónica y sus espacios asociados.
{\displaystyle {\mathcal {H}}_{\Delta }^{k}(M)=\{\alpha \in \Omega ^{k}(M)\mid \Delta \alpha =0\}.}
Puesto que {\displaystyle d{\mathcal {H}}_{\Delta }^{k}(M)=0}, hay una aplicación canónica {\displaystyle \varphi :{\mathcal {H}}_{\Delta }^{k}(M)\rightarrow H^{k}(M)}.  La primera parte del conocido como Teorema de Hodge afirma que dicha aplicación φ es un isomorfismo de espacios vectoriales.  Dicho de otro modo, para cada clase de cohomología de De Rham en M existe una única forma armónica que la representa.
Una consecuencia importante es que los grupos de cohomología de De Rham en variedades compactas deben ser de dimensión finita.  Esto se debe a que el operardor definido como Δ es, en particular, elíptico, y el núcleo de un operador elíptico en una variedad compacta siempre es de dimensión finita.

### Teoría de Hodge en complejos elípticos
De forma más general, la teoría de Hodge se aplica a cualquier complejo elíptico sobre una variedad compacta.
Sea {\displaystyle E_{0},E_{1},\dots ,E_{N}} un fibrado vectorial, con su correspondiente métrica, en una variedad compacta M y sea  dV su forma de volumen.  Supongamos que
{\displaystyle L_{i}:\Gamma (E_{i})\rightarrow \Gamma (E_{i+1})}
son operadores diferenciables que actúan en secciones de esos fibrados vectoriales, y que la secuencia inducida
{\displaystyle \Gamma (E_{0})\rightarrow \Gamma (E_{1})\rightarrow \cdots \rightarrow \Gamma (E_{N})}
es un complejo elíptico .  Se introduce la  suma directa:
{\displaystyle {\mathcal {E}}^{\bullet }=\bigoplus _{i}\Gamma (E_{i})}
{\displaystyle L=\bigoplus L_{i}:{\mathcal {E}}^{\bullet }\rightarrow {\mathcal {E}}^{\bullet }}
y sea L* el adjunto de L.  Se puede definir el operador elíptico Δ = LL* + L*L.  Al igual que en el caso de De Rham, puede entonces definirse el espacio vectorial de las secciones armónicas.
{\displaystyle {\mathcal {H}}=\{e\in {\mathcal {E}}^{\bullet }\mid \Delta e=0\}.}
Así pues, sea {\displaystyle H:{\mathcal {E}}^{\bullet }\rightarrow {\mathcal {H}}} la proyección ortogonal, y sea G la operador de Green para Δ.  En ese caso, el Teorema de Hodge asegura que:
1. H and G están bien definidos.
2. Id = H + ΔG = H + GΔ
3. LG = GL, L*G = GL*
4. La cohomología del complejo es isomorfa, de manera canónica, al espacio de secciones armónicas, {\displaystyle H(E_{j})\cong {\mathcal {H}}(E_{j})}, en el sentido de que cada clase de cohomología tiene un único representante armónico.

## Estructuras de Hodge
Se puede dar una definición abstracta de una estructura de Hodge  (en el campo real) de la siguiente forma: para un espacio vectorial real W, una estructura de Hodge con peso k (entero) en W es una descomposición como suma directa de WC = W ⊗ C, la complexificación de W, en piezas con grado Wp, q donde k = p + q, y de forma que la conjugación compleja de WC intercambia este subespacio con Wq, p.
En geometría algebraica, se tiene entonces el siguiente enunciado básico: los grupos de cohomología singular con coeficientes reales de una variedad proyectiva compleja no singular V están dotados de una estructura de Hodge, de forma que {\displaystyle H^{k}(V)} possee la descomposición requerida en subespacios complejos Hp, q. Esto tiene una conocida consecuencia para los  números de Betti, ya que tomando dimensiones
{\displaystyle b_{k}=\dim H^{k}(V)=\sum _{p+q=k}h^{p,q},\,}
donde la suma está hecha sobre las parejas p, q con  p + q = k y donde
{\displaystyle h^{p,q}=\dim H^{p,q}.\,}
La sucesión de números de Betti se convierte entonces en un diamante de Hodge de números de Hodge que se extiende en dos dimensiones.
Esta graduación proviene de la teoría de las formas armónicas, las cuales son representantes privilegiados de la clase de cohomología de De Rham anulados por el laplaciano de Hodge (generalizando las propiedades de una  función armónica, la cual, como consecuencia del principio del máximo, en una variedad compacta debe ser localmente constante ). En trabajos posteriores de Dobealt ha sido mostrado que la descomposición de Hodge también aparece para grupos de cohomología de haces {\displaystyle H^{q}(V,\Omega ^{p})} donde Ωp es el haz de p-formas holomorfas. Esto permite, en este caso, tener una interpretación más algebraica, que no recurre a ningún laplaciano.